# Averrhoa carambola
La Averrhoa carambola es un arbusto tropical perenne, perteneciente a la familia oxalidaceae. Su fruto es la carambola, que también recibe los nombres de asterisa, fruta de estrella (por su apariencia a una estrella al observar su corte transversalmente), averrhoa estrella, balimbín o balimbíng, carambolo, carambolera, torombolo, chiramelo, miramelo, fruta china, tamarindo chino, tamarindo culí o estarambolo, 7 filos.

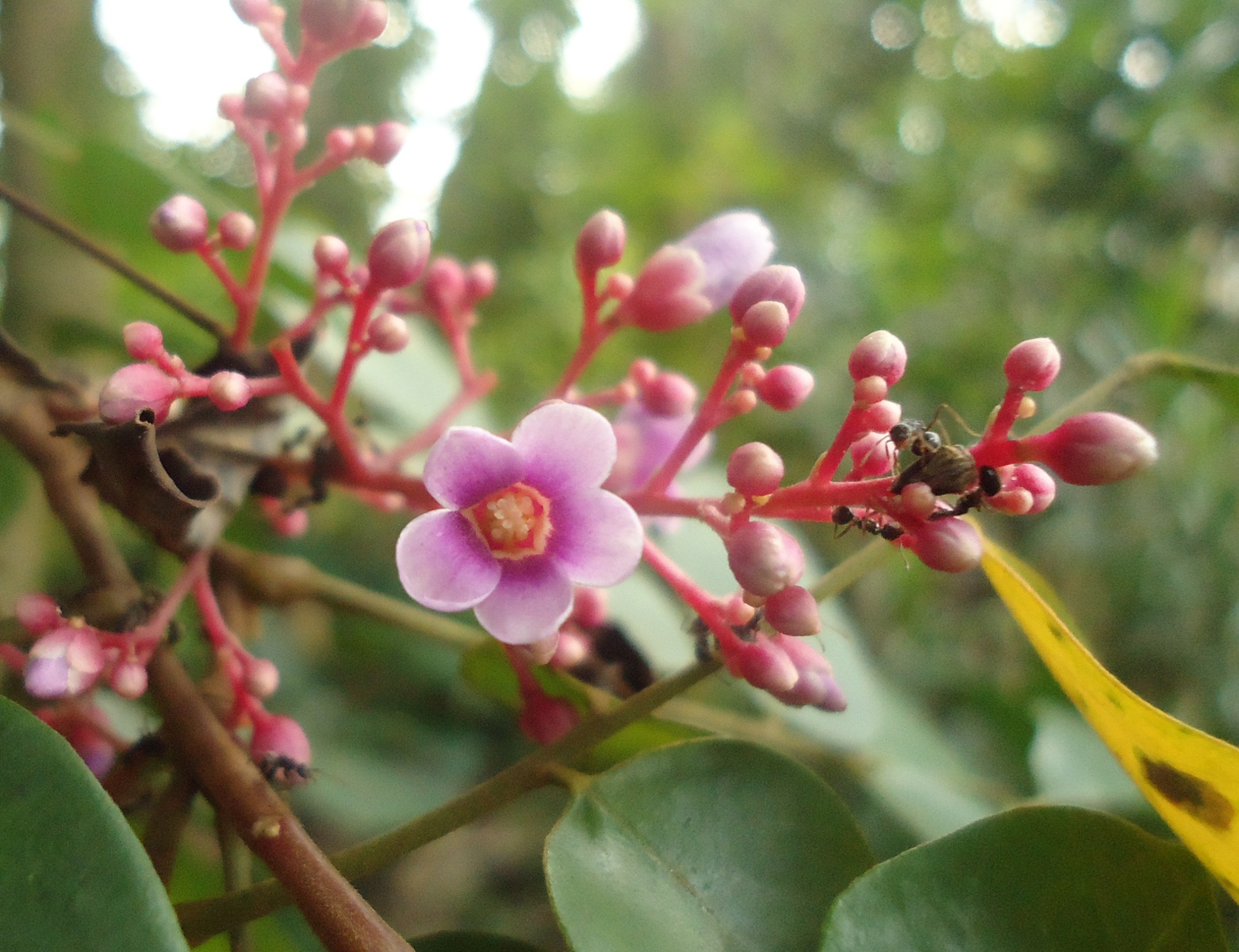
Flores

## Hábitat
Es nativo de Indonesia, la India, Tailandia y  de Sri Lanka y  es popular en todo el sudeste de Asia, Malasia, y en otras partes de Asia Oriental, incluyendo Taiwán. También se encuentra en América, en Colombia en la región de los Montes de María, el Valle del Cauca y en la Isla de San Andrés y en general en casi todo el territorio colombiano. Además Bolivia, Argentina, República Dominicana, Venezuela, México, El Salvador, Honduras, Costa Rica, Panamá, Puerto Rico, Paraguay, Guatemala, Nicaragua, Cuba, Perú (Tarapoto, Huánuco, Iquitos, y parte de la Selva peruana) , en la costa del Ecuador, Amazonas de Brasil y en el sur de España y Canarias.

## Descripción

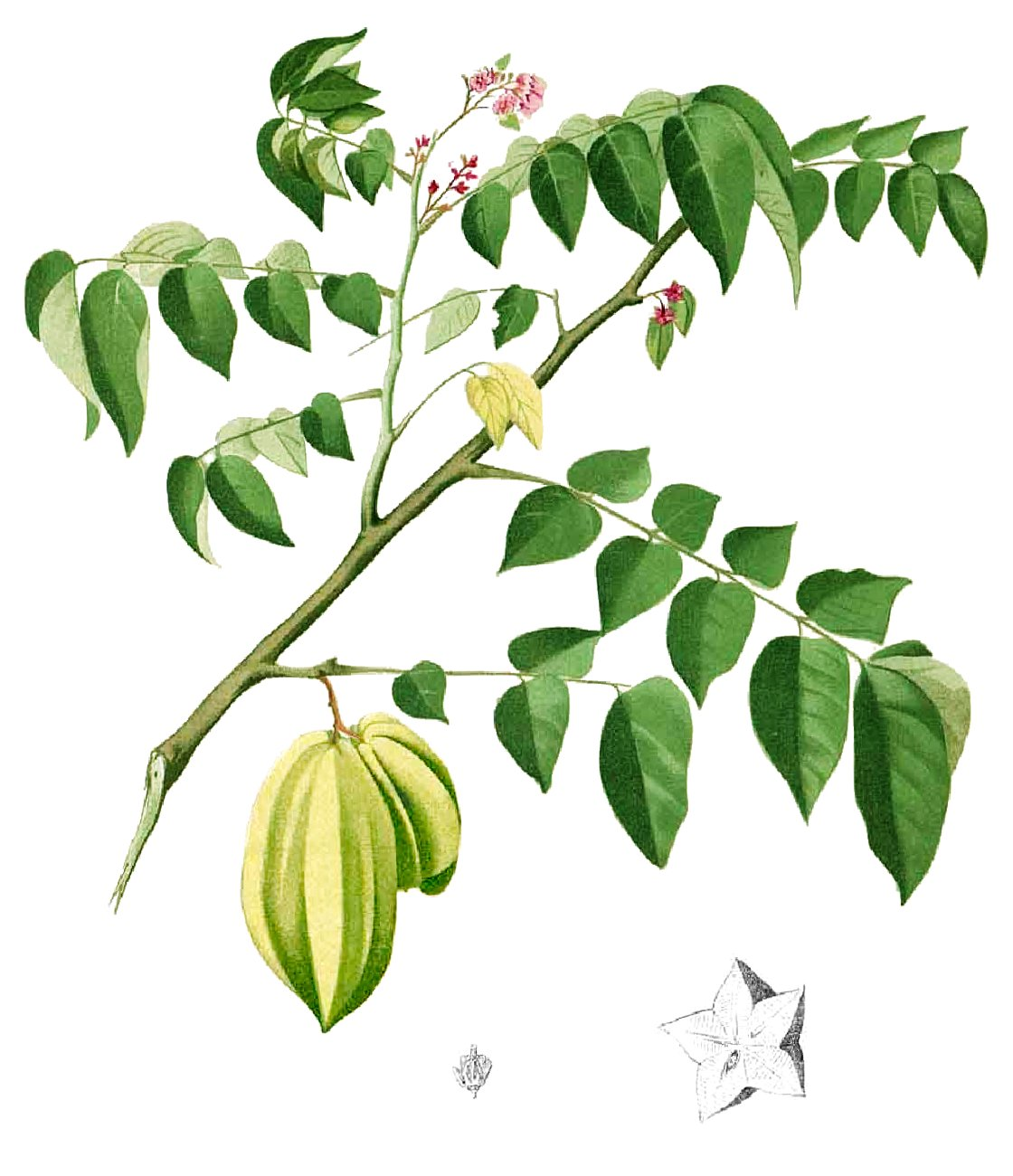
Ilustración

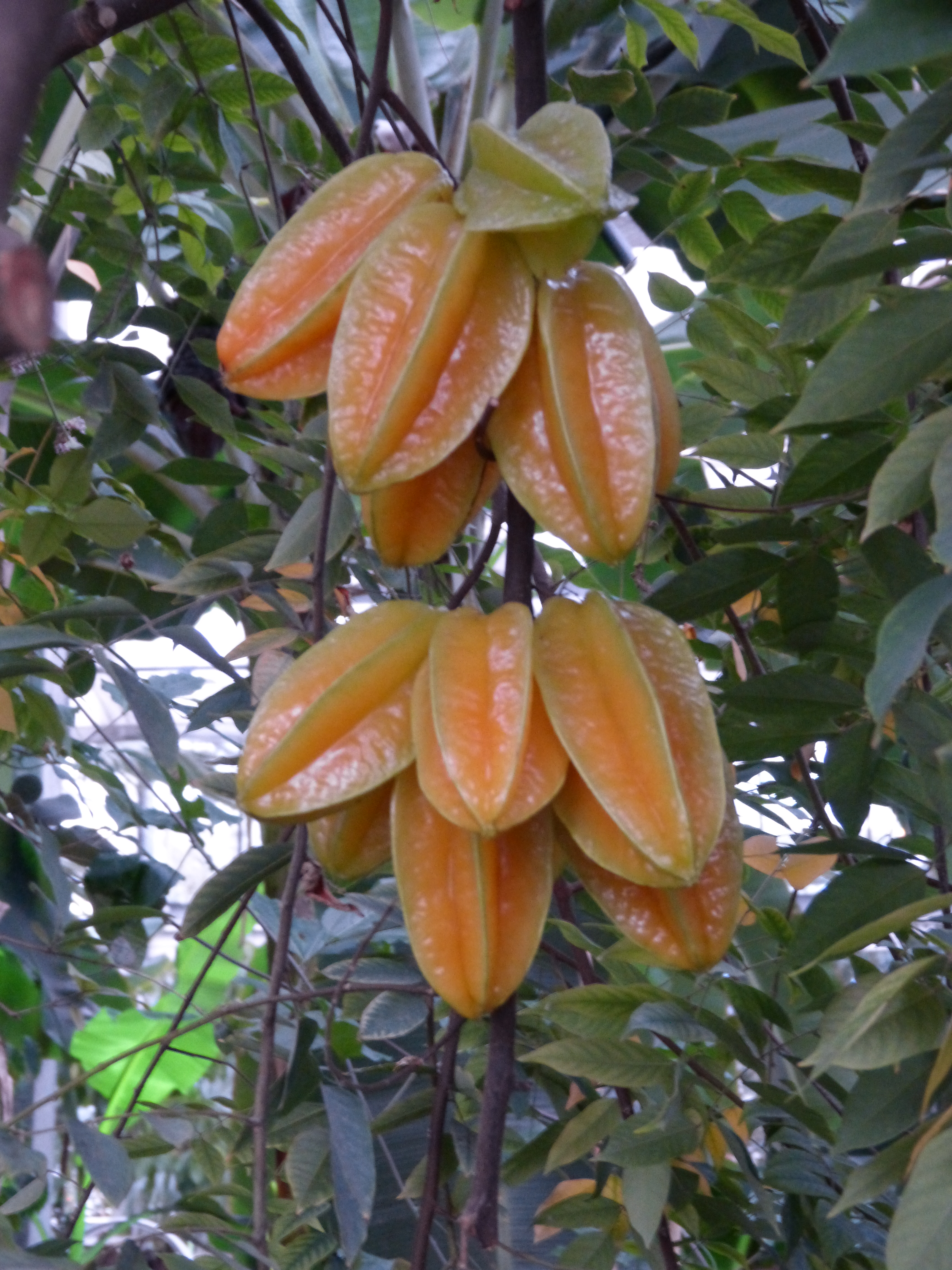
Frutos

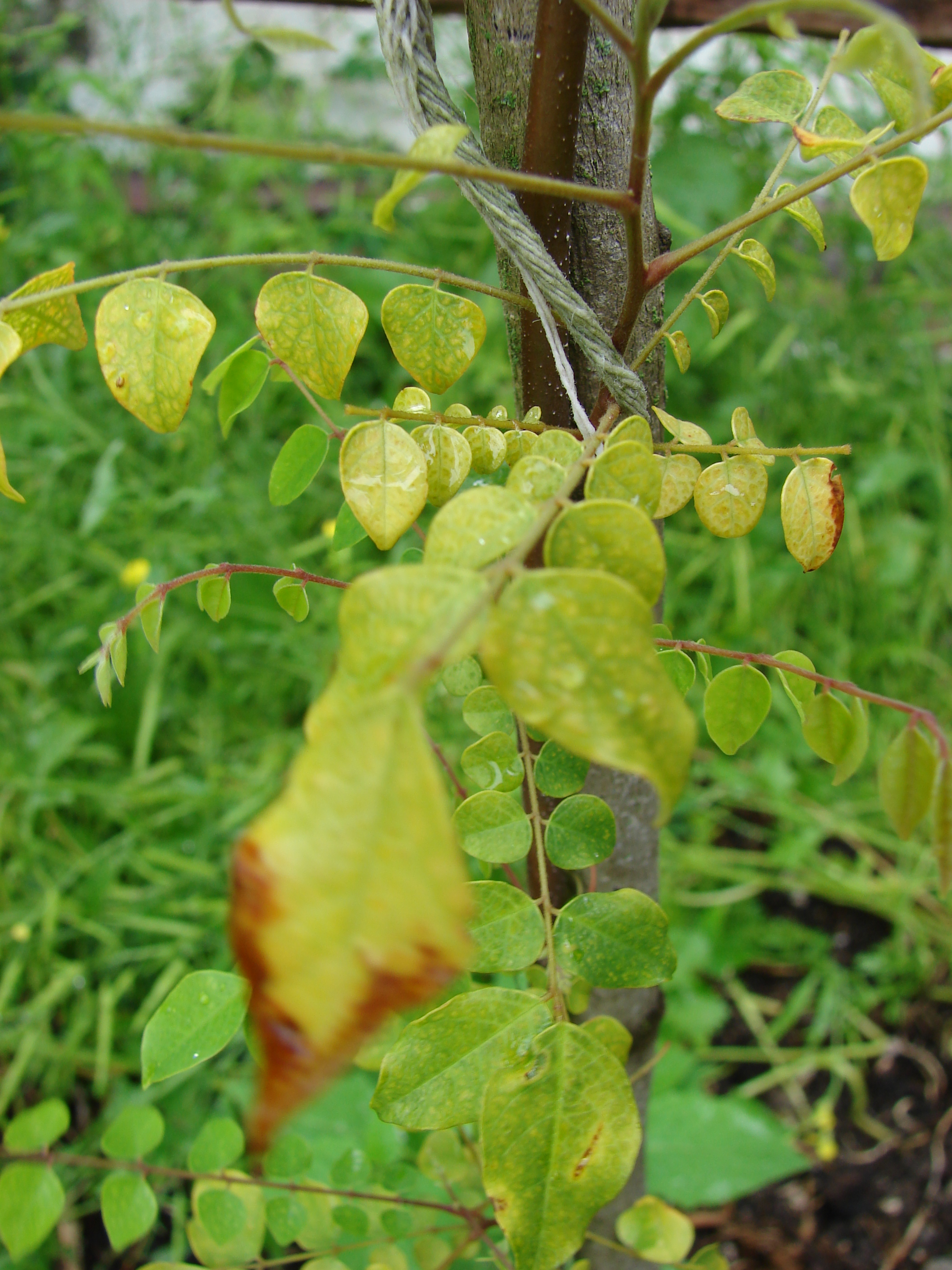
Vista de la planta

Es un arbusto tropical perenne de 3 a 5 m de altura. Las hojas se encuentran distribuidas a lo largo de las ramas, de 8-18 cm de longitud. Tiene inflorescencias cortas, axilares o en el lugar que ocupaban las hojas anteriores, sobre pedúnculos de 1 cm de largo.
Su fruto (la asterisca) se presenta en racimos en las ramas y en el tronco: bayas gruesas, ovoides o elipsoides, de 8-12 x 5-6 cm, de color amarillo-anaranjado en la madurez, estrellados con 5 ángulos. Su corte transversal es el de una estrella de cinco puntas. Su pulpa es jugosa, un poco fibrosa y ácida. Contiene vitamina A, vitamina C, fósforo y potasio. Puede consumirse tanto cruda como cocida, y resulta deliciosa aliñada con una salsa vinagreta.
Se multiplica por semillas y acodos e injertos. Es sensible a las heladas.

## Consumo y toxicidad
El consumo de Averrhoa carambola en personas con Enfermedad renal crónica (ERC), en especial en aquellos en etapas avanzadas o que están en diálisis, se asocia a una severa neurotoxicidad, incluso reportándose un importante número de muertes secundarias a tal intoxicación.  Los reportes de casos de intoxicación son de Brasil (el mayor número), Colombia y algunos países de Asia. En personas sin ERC conocida, se han descrito casos de insuficiencia renal aguda por el consumo de grandes cantidades de esta fruta (en especial en forma de jugo) en presencia del estómago vacío que facilita su absorción; la intoxicación aguda en estos últimos parece estar relacionada con el alto contenido de oxalatos de la fruta, sin embargo, hasta ahora, no se ha identificado claramente la toxina responsable de la neurotoxicidad severa en las personas con ERC. El síntoma fundamental de la intoxicación es el hipo que posteriormente evoluciona a deterioro neurológico, somnolencia, estupor, coma y muerte.  La única terapia que funciona en la intoxicación severa es la hemodiálisis, demostrándose en las series brasileñas la ineficacia de la diálisis peritoneal para tratar esta intoxicación.

## Taxonomía
Averrhoa carambola fue descrita por Carlos Linneo y publicado en Species Plantarum 1: 428. 1753.
Sinonimia
- Averrhoa acutangula Stokes
- Sarcotheca philippica (Villar) Hallier f.[7]